# Baltasar Ponsjoan Vall-llovera
Baltasar Ponsjoan Vall-llovera (Sant Feliu de Guíxols, 1842-1888) va ser un flautista guixolenc.
Baltasar Ponsjoan va néixer en el si d'una modesta família de tapers. Ja de petit, va començar a destacar de la resta dels seus companys de classe i per això el professorat va aconsellar els seus pares que estimulessin el tarannà artístic del que gaudia el jove Ponsjoan, fet que el va portar a iniciar els seus estudis de solfeig amb Esteve Alabau, organista de la parròquia de la ciutat. Durant anys va cantar al cor de l'església com a primer tiple absolut.
Quan tenia nou anys, va iniciar els estudis elementals de flautí amb el mestre Feliu Palol i Estrada, qui anys més tard va fundar l'Orquestra Vella. Cinc anys més tard, però, el jove Ponsjoan va decidir abandonar els estudis de música per marxar a treballar a l'Uruguai amb els seus oncles que regentaven un taller de fusteria a la capital. Les privacions que patia la família i la càrrega econòmica que els seus estudis haurien comportat pels seus pares el va fer decidir a marxar a la recerca d'una professió ben remunerada.
Durant uns anys, el jove Ponsjoan va treballar com a fuster, sense deixar de banda els assaigs amb el seu flautí. Decidit a continuar conreant la seva afició musical, va ingressar en un dels cossos de la milícia on va obtenir la plaça de flauta en una de les bandes castrenses de Montevideo.
Entre el 1869 i el 1876 va compaginar la seva tasca de flautista de la companyia amb l'estudi d'altres instruments com el piano i la guitarra, en els que va assolir un sòlids coneixements.
Quant tenia 25 anys, es va presentar a unes oposicions públiques per cobrir la plaça de primer flauta de l'Orquestra del Gran Teatro Colón] de Montevideo, plaça que li va ser atorgada. Va continuar estudiant i assajant i va convertir-se en un dels flautistes més qualificats pel seu domini i perfecció i va arribar a ser nomenat “El Primer Flautista de les Repúbliques Sudamericanes”. La seva fama va traspassar fronteres, fet pel qual va ser nomenat com a soci benemèrit per la societat coral musical “La Africana de Buenos Aires”. Poc després, seria contractat com a director d'aquesta associació, agrupació que va dirigir durant uns anys i que li valgué el “Gran Diploma de Honor Musical” i “La Medalla de Oro” en reconeixement de la seva activat i els seus mèrits provats al llarg de la seva tasca.
Anys més tard, i quan la seva salut es va començar a afeblir, va decidir tornar a Sant Feliu amb la seva família on hi va morir el dia 3 de gener de 1888, poc dies després d'haver complert els quaranta-sis anys.